# COVID-19 в Израиле
Распространение COVID-19 в Израиле началось 21 февраля 2020 года, когда был зафиксирован первый случай.
В 2021 году началась массовая вакцинация населения Израиля против COVID-19. Израиль стал первой крупной страной, в которой благодаря вакцинации был достигнут коллективный иммунитет. Весной 2021 года в стране были отменены многие карантинные ограничения, последнее — масочный режим в помещениях — было отменено в июне этого же года.

## История

### Март 2020
12 марта из-за распространения коронавируса власти запретили иностранцам въезжать в Израиль.
Первым умершим в Израиле от коронавируса стал 88-летний мужчина (20 марта 2020).
С 7 по 10 апреля, на время иудейского праздника Песах, был введён строгий карантин. 12 апреля временно были приостановлены зарубежные рейсы в Израиль.
С 19 апреля начали смягчать карантинные меры.

### Июнь 2020
23 июня в Израиле объявили о начале второй волны распространения COVID-19. 25 июня глава Службы общественного здравоохранения Министерства здравоохранения Израиля Сигаль Садецки заявила, что в Израиле началась новая вспышка коронавируса.
В конце июня правительство увеличило штраф за отсутствие маски с 200 шекелей до 500 шекелей.

### Июль 2020
2 июля специальный комитет израильского правительства принял решение закрыть на карантин города Лод и Ашдод.
6 июля правительство Израиля приняло решение о закрытии спортивных залов, баров, клубов и залов торжеств.
По официальным данным на 19 июля насчитывалось более 50 тыс. случаев заражения инфекцией.
Правительство Израиля приняло решение о выделении материальной помощи в сумме 190 евро гражданам (чей годовой доход не превышает 160 000 евро). Кроме того, семьи с детьми получат также по 40 евро на ребёнка.
По официальным данным на 7 августа 2020 в Израиле зафиксировано 80 991 случаев заражения коронавирусом, а общее число смертей составляет 581 человек; в активной фазе болезни находятся 25 097 человек, подтверждённых случаев полного излечения от вируса 55 313.

### Сентябрь 2020
18 сентября в Израиле вступил в силу повторный общенациональный карантин.

### 2021
Израиль в начале 2021 года провел вакцинацию более 75 % населения.

## Последствия
Последствия коронавируса привели к масштабным потрясениям в израильской экономике.